# Episodi di Crown Court (quinta stagione)
La quinta stagione della serie televisiva Crown Court è stata trasmessa in anteprima nel Regno Unito dalla Independent Television tra il 1º gennaio 1976 e il 31 dicembre 1976.
| nº | Titolo originale                                     | Titolo italiano | Prima TV UK      | Prima TV Italia |
| -- | ---------------------------------------------------- | --------------- | ---------------- | --------------- |
| 1  | Humpty Dumpty Sat on the Wall (Part 2)               |                 | 1º gennaio 1976  |                 |
| 2  | Humpty Dumpty Sat on the Wall (Part 3)               |                 | 2 gennaio 1976   |                 |
| 3  | Crime and Passion (Part 1)                           |                 | 7 gennaio 1976   |                 |
| 4  | Crime and Passion (Part 2)                           |                 | 8 gennaio 1976   |                 |
| 5  | Crime and Passion (Part 3)                           |                 | 9 gennaio 1976   |                 |
| 6  | ...Or Was He Pushed? (Part 1)                        |                 | 14 gennaio 1976  |                 |
| 7  | ...Or Was He Pushed? (Part 2)                        |                 | 15 gennaio 1976  |                 |
| 8  | ...Or Was He Pushed? (Part 3)                        |                 | 16 gennaio 1976  |                 |
| 9  | No Questions Asked (Part 1)                          |                 | 21 gennaio 1976  |                 |
| 10 | No Questions Asked (Part 2)                          |                 | 22 gennaio 1976  |                 |
| 11 | No Questions Asked (Part 3)                          |                 | 23 gennaio 1976  |                 |
| 12 | The Right of Every Woman (Part 1)                    |                 | 28 gennaio 1976  |                 |
| 13 | The Right of Every Woman (Part 2)                    |                 | 29 gennaio 1976  |                 |
| 14 | The Right of Every Woman (Part 3)                    |                 | 30 gennaio 1976  |                 |
| 15 | Beyond the Call of Duty (Part 1)                     |                 | 4 febbraio 1976  |                 |
| 16 | Beyond the Call of Duty (Part 2)                     |                 | 5 febbraio 1976  |                 |
| 17 | Beyond the Call of Duty (Part 3)                     |                 | 6 febbraio 1976  |                 |
| 18 | To Love, Cherish - And Batter (Part 1)               |                 | 11 febbraio 1976 |                 |
| 19 | To Love, Cherish and Batter (Part 2)                 |                 | 12 febbraio 1976 |                 |
| 20 | To Love, Cherish and Batter (Part 3)                 |                 | 13 febbraio 1976 |                 |
| 21 | Scard (Part 1)                                       |                 | 18 febbraio 1976 |                 |
| 22 | Scard (Part 2)                                       |                 | 19 febbraio 1976 |                 |
| 23 | Scard (Part 3)                                       |                 | 20 febbraio 1976 |                 |
| 24 | Tell the Truth and Shame the Devil (Part 1)          |                 | 25 febbraio 1976 |                 |
| 25 | Tell the Truth and Shame the Devil (Part 2)          |                 | 26 febbraio 1976 |                 |
| 26 | Tell the Truth and Shame the Devil (Part 3)          |                 | 27 febbraio 1976 |                 |
| 27 | The Ju-Ju Landlord (Part 1)                          |                 | 3 marzo 1976     |                 |
| 28 | The Ju-Ju Landlord (Part 2)                          |                 | 4 marzo 1976     |                 |
| 29 | The Ju-Ju Landlord (Part 3)                          |                 | 5 marzo 1976     |                 |
| 30 | Ends and Means (Part 1)                              |                 | 10 marzo 1976    |                 |
| 31 | Ends and Means (Part 2)                              |                 | 11 marzo 1976    |                 |
| 32 | Ends and Means (Part 3)                              |                 | 12 marzo 1976    |                 |
| 33 | Incorrigible Rogue (Part 1)                          |                 | 17 marzo 1976    |                 |
| 34 | Incorrigible Rogue (Part 2)                          |                 | 18 marzo 1976    |                 |
| 35 | Incorrigible Rogue (Part 3)                          |                 | 19 marzo 1976    |                 |
| 36 | Drunk, Who Cares (Part 1)                            |                 | 30 marzo 1976    |                 |
| 37 | Drunk, Who Cares (Part 2)                            |                 | 31 marzo 1976    |                 |
| 38 | Drunk, Who Cares (Part 3)                            |                 | 1º aprile 1976   |                 |
| 39 | Accepted Standards (Part 1)                          |                 | 6 aprile 1976    |                 |
| 40 | Accepted Standards (Part 2)                          |                 | 7 aprile 1976    |                 |
| 41 | Accepted Standards (Part 3)                          |                 | 8 aprile 1976    |                 |
| 42 | The Jolly Swagmen (Part 1)                           |                 | 13 aprile 1976   |                 |
| 43 | The Jolly Swagman (Part 2)                           |                 | 14 aprile 1976   |                 |
| 44 | The Jolly Swagman (Part 3)                           |                 | 15 aprile 1976   |                 |
| 45 | A Bang or a Whimper (Part 1)                         |                 | 4 maggio 1976    |                 |
| 46 | A Bang or A Whimper (Part 2)                         |                 | 5 maggio 1976    |                 |
| 47 | A Bang or A Whimper (Part 3)                         |                 | 6 maggio 1976    |                 |
| 48 | Pigmented Patter (Part 1)                            |                 | 19 maggio 1976   |                 |
| 49 | Pigmented Patter (Part 2)                            |                 | 20 maggio 1976   |                 |
| 50 | Pigmented Patter (Part 3)                            |                 | 21 maggio 1976   |                 |
| 51 | Two in the Mind of One (Part 1)                      |                 | 5 febbraio 1975  |                 |
| 52 | Two in the Mind of One (Part 2)                      |                 | 27 maggio 1976   |                 |
| 53 | Two in the Mind of One (Part 3)                      |                 | 28 maggio 1976   |                 |
| 54 | Stranger in the Night (Part 1)                       |                 | 6 ottobre 1976   |                 |
| 55 | Stranger in the Night (Part 2)                       |                 | 7 ottobre 1976   |                 |
| 56 | Stranger in the Night (Part 3)                       |                 | 8 ottobre 1976   |                 |
| 57 | Those in Peril (Part 1)                              |                 | 13 ottobre 1976  |                 |
| 58 | Those in Peril (Part 2)                              |                 | 14 ottobre 1976  |                 |
| 59 | Those in Peril (Part 3)                              |                 | 15 ottobre 1976  |                 |
| 60 | A Working Girl (Part 1)                              |                 | 20 ottobre 1976  |                 |
| 61 | A Working Girl (Part 2)                              |                 | 21 ottobre 1976  |                 |
| 62 | A Working Girl (Part 3)                              |                 | 22 ottobre 1976  |                 |
| 63 | A Matter of Honour (Part 1)                          |                 | 27 ottobre 1976  |                 |
| 64 | A Matter of Honour (Part 2)                          |                 | 28 ottobre 1976  |                 |
| 65 | A Matter of Honour (Part 3)                          |                 | 29 ottobre 1976  |                 |
| 66 | Inside Story (Part 1)                                |                 | 3 novembre 1976  |                 |
| 67 | Inside Story (Part 2)                                |                 | 4 novembre 1976  |                 |
| 68 | Inside Story (Part 3)                                |                 | 5 novembre 1976  |                 |
| 69 | Death for Sale (Part 1)                              |                 | 10 novembre 1976 |                 |
| 70 | Death for Sale (Part 2)                              |                 | 11 novembre 1976 |                 |
| 71 | Death for Sale (Part 3)                              |                 | 12 novembre 1976 |                 |
| 72 | Treewomen of Jagden Crag (Part 1)                    |                 | 17 novembre 1976 |                 |
| 73 | Treewomen of Jagden Crag (Part 2)                    |                 | 18 novembre 1976 |                 |
| 74 | Treewomen of Jagden Crag (Part 3)                    |                 | 19 novembre 1976 |                 |
| 75 | You Won't Escape When Hendrik Witbooi Comes (Part 1) |                 | 24 novembre 1976 |                 |
| 76 | You Won't Escape When Henrik Witboo Comes (Part 2)   |                 | 25 novembre 1976 |                 |
| 77 | You Won't Escape When Henrik Witboo Comes (Part 3)   |                 | 26 novembre 1976 |                 |
| 78 | Operation Happiness (Part 1)                         |                 | 1º dicembre 1976 |                 |
| 79 | Operation Happiness (Part 2)                         |                 | 2 dicembre 1976  |                 |
| 80 | Operation Happiness (Part 3)                         |                 | 3 dicembre 1976  |                 |
| 81 | Lola (Part 1)                                        |                 | 8 dicembre 1976  |                 |
| 82 | Lola (Part 2)                                        |                 | 9 dicembre 1976  |                 |
| 83 | Lola (Part 3)                                        |                 | 10 dicembre 1976 |                 |
| 84 | Royalties (Part 1)                                   |                 | 15 dicembre 1976 |                 |
| 85 | Royalties (Part 2)                                   |                 | 16 dicembre 1976 |                 |
| 86 | Royalties (Part 3)                                   |                 | 17 dicembre 1976 |                 |
| 87 | A World of Difference (Part 1)                       |                 | 22 dicembre 1976 |                 |
| 88 | A World of Difference (Part 2)                       |                 | 23 dicembre 1976 |                 |
| 89 | A World of Difference (Part 3)                       |                 | 24 dicembre 1976 |                 |
| 90 | Auld Lang Syne (Part 1)                              |                 | 29 dicembre 1976 |                 |
| 91 | Auld Lang Syne (Part 2)                              |                 | 30 dicembre 1976 |                 |
| 92 | Auld Lang Syne (Part 3)                              |                 | 31 dicembre 1976 |                 |